# Graderia subintegra
Graderia subintegra là loài thực vật có hoa thuộc họ Cỏ chổi. Loài này được Mast. mô tả khoa học đầu tiên năm 1893.